# Noroi: The Curse
Noroi: The Curse (ノロイ Noroi) là một bộ phim kinh dị Nhật Bản phát hành vào năm 2005, được đạo diễn và kịch bản bởi Kōji Shiraishi. Chuyện phim tập trung vào nhân vật Masafumi Kobayashi – một nhà khám phá các hiện tượng siêu nhiên đang điều tra một loạt các sự kiện bí ẩn có liên kết với nhau qua phim tài liệu. Phim sử dụng phong cách kể chuyện giả tài liệu với phần lớn câu chuyện được trình bày như thể đó là phim tài liệu của Kobayashi, được tạo thành từ các cảnh quay do máy quay phim của Kobayashi ghi lại. Dàn diễn viên của phim còn có nữ diễn viên Marika Matsumoto, người đóng một phiên bản hư cấu của chính cô, cũng như Rio Kanno, Tomono Kuga và Satoru Jitsunashi.
Noroi: The Curse được phát hành tại Nhật Bản vào năm 2005 và đã được phân phối hạn chế ở những nơi khác. Phim đã thu về những đánh giá chung tích cực, với các nhà phê bình khen ngợi cách trình bày và nhịp độ của câu chuyện của nó. Hiện tác phẩm có sẵn để phát trực tuyến trên Shudder.

## Cốt truyện
Một nhà báo truyền hình chuyên khám phá về các hiện tượng siêu nhiên có niềm đam mê ghi lại những điều huyền bí vừa bắt gặp vài câu chuyện bí ẩn mà dường như tất cả đều có mối liên hệ với nhau theo một cách nào đó. Cùng với một nữ diễn viên trẻ, anh cố gắng giải quyết bí ẩn đằng sau một lời nguyền đang chiếm lấy mọi người trên khắp Nhật Bản. Nhưng liệu họ có thành công trước khi quá muộn?

## Diễn viên
- Jin Muraki trong vai Masafumi Kobayashi
- Marika Matsumoto trong vai chính mình
- Satoru Jitsunashi trong vai Mitsuo Hori
- Rio Kanno trong vai Kana Yano
- Tomono Kuga trong vai Junko Ishii
- Miyako Hanai trong vai Keiko Kobayashi
- Yoko Chosokabe trong vai Kimiko Yano
- Yoshiki Tano trong vai Teriyuki Yano
- Takashi Kakizawa trong vai Shin'ichi Osawa
- Shuta Kambayashi trong vai Kagutaba
- Maria Takagi trong vai chính mình

## Phát hành
Phim được phát hành tại Nhật Bản vào năm 2005. Kể từ khi phát hành, việc phân phối phim ra bên ngoài Nhật Bản đã bị hạn chế. Vào ngày 1 tháng 6 năm 2017, phim được cung cấp để phát trực tuyến ở Canada trên dịch vụ video theo yêu cầu Shudder. Vào tháng 3 năm 2020, bộ phim được thêm vào danh mục của Shudder tại Hoa Kỳ. Phim chưa nhận được bản phát hành DVD hoặc Blu-ray ở Hoa Kỳ.

## Tiếp nhận
Koichi Irikura của Cinema Today đã đưa Noroi: The Curse vào danh sách những bộ phim kinh dị "phong cách tài liệu" hay nhất của mình, gọi kịch bản phim là "xuất sắc". Niina Doherty của HorrorNews.net coi Noroi: The Curse là "bộ phim có cảnh quay hay nhất thập kỷ", ghi nhận rằng tác phẩm "được chế tác tốt, đáng tin cậy và quan trọng nhất là thực sự đáng sợ." Rob Hunter của Film School Rejects ca ngợi bộ phim đã "mang đến một trải nghiệm hấp dẫn và đáng sợ một cách tăng tiến được đóng gói dưới hình thức của một sản phẩm có mức độ hoàn thiện tột bậc." Joshua Meyer của /Film đã viết rằng bộ phim, với "thần thoại phức tạp" của nó, "giống như chứng kiến cả một mùa The X-Files được cô đọng lại thành hai tiếng đồng hồ đáng sợ."
Biên kịch Megan Negrych lưu ý rằng bộ phim "đan xen một câu chuyện phức tạp về lời nguyền, ma quỷ và kẻ bị lãng quên với sự chú ý mạnh mẽ đến sự căng thẳng trong bầu không khí và câu chuyện xây dựng chậm rãi để theo đuổi trải nghiệm kinh dị tinh tế hơn và hiệu quả cao hơn." Meagan Navarro của Bloody Disgusting đã nhấn mạnh "cách kể chuyện có phương pháp" của bộ phim, viết rằng: "Đối với nhiều người, nó đã hoạt động. Đối với những người khác, nó [cách kể chuyện này] sẽ trở thành một sự kéo dài mà không có đền đáp thỏa đáng. Nhưng dù bất kì lý do nào, sự kinh dị của Noroi vẫn hấp dẫn."